# Arzl im Pitztal
Arzl im Pitztal è un comune austriaco di 3 042 abitanti nella valle Pitztal in Tirolo, amministrativamente appartiene al distretto di Imst.